# Clemente de Caesaris
Clemente Antonio de Caesaris (Penne, 23 agosto 1810 – Penne, 28 novembre 1877) è stato un patriota e poeta italiano.

## Biografia
Abruzzese di Penne (la sua casa si trova nel quartiere del Duomo), appartenente ad una famiglia di patrioti e partigiani dell'unità italiana, fu tra i più attivi carbonari teramani.
Studiò nei seminari di Penne e di Chieti.

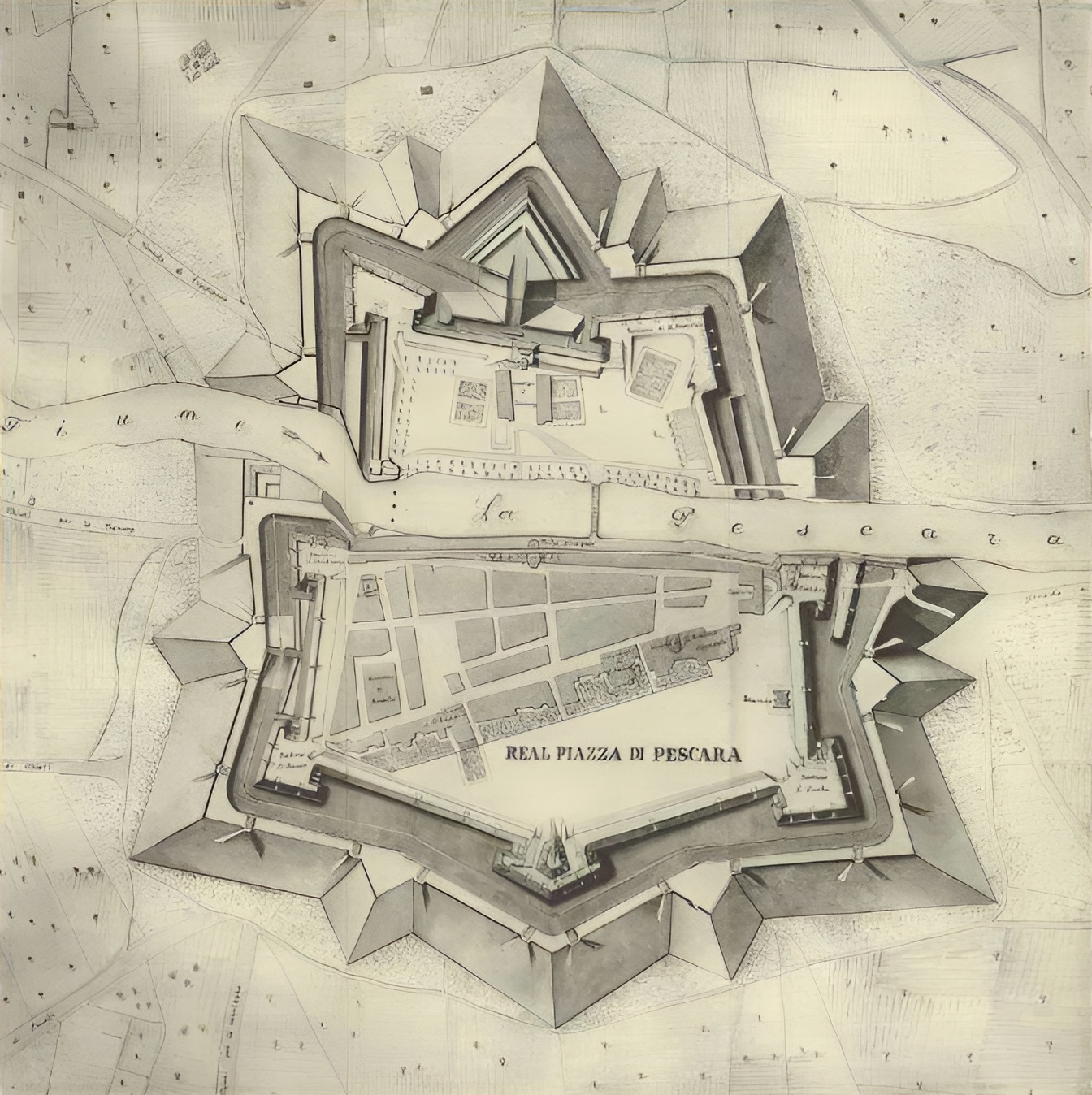
Disegno della fortezza spagnola di Pescara, dove De Caesaris fu rinchuso

Nel 1838 fu arrestato per la partecipazione alla rivolta di Penne del 1837, la cosiddetta rivolta dei "Martiri Pennesi". Fu detenuto nelle carceri di Teramo, dove scrisse poesie e opere. Fu condannato all'esilio a Chieti fino al 1840. Quindi si trasferì a Napoli dove pubblicò il volume Pochi versi.
Partecipò ai moti del 1848 per difendere la costituzione concessa da Ferdinando II e prese parte alla rivolta del 15 maggio a Largo Carità di Napoli.
L'anno successivo fu arrestato e processato a Teramo e fu condannato a 8 anni di carcere, di cui uno trascorso a Teramo, cinque a Pescara presso la fortezza, gli altri nei carceri di Foggia, Brindisi e Nisida.
In carcere scrisse tre raccolte di poesie Agli amici ed ai compagni, Alla gioventù italiana, Sei Liriche, e due epistole Epistola al popolo e Le parole di un cittadino a Luciano Murat.
Nel 1859 fu confinato a Bovino dove rimase fino al 1860 scrivendo Inno al Piacere, Un confronto dall'esilio, Miei ricordi in Bovino.
Nel 1860 tornò a Penne e divenne Prodittatore degli Abruzzi, nominato da Garibaldi. Nel 1861 fu eletto deputato, ma si dimise poco dopo. Nel 1877 morì povero e malato nel convento del Carmine a Penne.
Nel 1948 Luigi Polacchi pubblicò un'edizione parziale delle sue opere nel volume saggio Da Melchiorre Delfico a Clemente de Caesaris. Storia politica e letteraria del Risorgimento in Abruzzo, sulla base della Fortezza di Pescara, 1798-1860; nel 1961 per la Tip. Marchionne di Chieti, sempre Polacchi pubblicò tutti i "Carmi", in occasione del centenario dell'Unità d'Italia, e fece pubblicare anche le altre prose decaesarisiane, compresa l'Epistola al Popolo. Polacchi fece scolpire anche delle dediche alla famiglia De Caesaris presso il cimitero comunale di Penne.
A Clemente de Caesaris in Abruzzo sono dedicati due monumentali busti, uno presso la villa comunale "San Francesco" di Penne in occasione del centenario dell'Unità, e l'altro presso Via delle Caserme a Pescara, all'ingresso dell'ex bagno penale borbonico dove fu rinchiuso, oggi Museo delle Genti d'Abruzzo. Il busto originale scolpito nel 1952 in gesso, da Luigi Polacchi poeta, da cui fu tratta la copia per la villa comunale di Penne, e quello in bronzo di Pescara, fuso dallo scultore e fonditore Francesco Lucidi sull'originale di gesso; fu poi collocato davanti all'arco del Museo delle Genti d'Abruzzo nel 2012, con un piedistallo di marmo, e con alcuni passi della "Epistola al Popolo"; il monumento di Penne è una copia esatta. 
Anche il Monumento ai Martiri Pennesi del 1837, in piazza XX Settembre a Penne, è riconducibile a De Caesaris, per il ricordo della guerriglia antiborbonica scatenata da Clemente.  Ci sono alcuni passi scolpiti della famosa Epistola.

## Stile
De Caesaris non scrisse molto, se non delle lettere, tra cui la famosa Epistola al Popolo (1860), dei discorsi patriottici di autodifesa per l'incriminazione a Pescara (1856) e delle poesie, in parte pubblicate quando era in vita, ma raccolte tutte in volume nel 1961 da Luigi Polacchi per la tipografia Marchionne di Chieti, col titolo di "Carmi".
Le poesie abbracciano la corrente foscoliana e leopardiana, Foscolo fu ripreso per le riflessioni a soliloquio a carattere patriottico, sopra le rovine e i cimiteri, ispirato dai Sepolcri. Tuttavia De Caesaris a differenza di Leopardi e Foscolo dimostra un attaccamento sincero alla religione cristiana, in cui vede un fine provvidenziale voluto da Dio e da Cristo mediante le parole del Vangelo; se la religione è liberata dalla patina corrotta della gerarchia Ecclesiastica, e dal controllo dello Stato e dei potenti, solo allora si può ritornare al significato primario. La religione è l'unico conforto che ha il popolo, oppresso dalla tirannide dei monarchi.
Lo dimostra anche la riflessione poetica di De Caesaris nella lirica "La campana della mia parrocchia", ricordando come la campana del Duomo di Penne segni i momenti fondamentali della vita quotidiana, durante il giorno e le occasioni speciali.
Da Leopardi, De Caesaris prende spunto riflessivo del bel parlato, ma non accademico né lezioso, affrontando con nuova parola i turbamenti dello spirito nell'era del romanticismo. Lo stile decesariano è tutto volto alla chiarezza e all'asciuttezza, nell'espressione furente della passione per i propri ideali. Molti componimenti furono delle rielaborazioni, anche col calco del titolo, dei maggiori Idilli leopardiani.
L'ultimo lavoro di nota del De Caesaris, oltre alle difese pronunciate per l'incarcerazione, è la Epistola al Popolo. Opera in prosa in cui De Caesaris pronuncia un'orazione volta a scaldare i cuori del Popolo, inteso come raggruppamento mondiale in una sola figura degli oppressi e delle misere masse, attanagliate dal gioco dei Sovrani che De Caesaris definisce senza mezze parole Tiranni, anche scagliandosi contro la gerarchia Ecclesiastica. Dopo aver tracciato, con notevoli rimandi alla Genesi biblica, la storia dell'Uomo, o meglio del Popolo, da sempre oppresso, illuso anche dal punto di vista religioso, per mezzo dei rappresentanti di Duo sulla Terra, De Caesaris esorta il Popolo a ribellarsi e a perseguire ideali di rivoluzione per rovesciare i governi attuali, con particolare riferimento al governo borbonico a Napoli, accogliendo i nuovi liberatori.
Altre opere in prosa sono un trattato inedito sull'Estetica, scritto durante l'esilio a Bovino, conservato nell'Archivio di Stato di Pescara, poi tre Autodifese di cui resta quella del 1868, pronunciata da Clemente de Caesaris al tribunale di Teramo, dopo che a Penne fu accusato di malversazione verso lo Stato. De Caesaris con il suo eloquio, ricordando di come grazie al suo eroismo sgomberò il bagno penale borbonico di Pescara nel 1860, accogliendovi il re Vittorio Emanuele II, riuscì ad evitare il carcere, ma rimase profondamente deluso dalla nuova politica dei Savoia paragonandola a una tirannide peggiore di quella dei Borboni. Gli ultimi anni della vita li trascorse in assoluta povertà nel convento del Carmine con la famiglia, dove morì, e fu sepolto nell'ossario degli anonimi al cimitero di Penne.
Luigi Polacchi si occupò di pubblicare le opere principali, incluse altre lettere e autodifese, di recente altri inediti, comprese canzoni e l'Autodifesa del 1868, è stata pubblicata da Candido Greco, che realizzò nel 2010 uno studio in ricordo del bicentenario dalla nascita del patriota.

## Scritti
Le opere sono state raccolte negli Scritti curati da Luigi Polacchi.
- Pochi versi di Clemente de Caesaris (Napoli, 1840)
- Epistola al popolo (Genova, 1860)
- La verità alle prese con la menzogna. Risposte (Napoli, 1860)
- Un conforto nell'esilio. Versi (Torino, 1861)
- Ai governanti poche e schiette parole (Napoli, 1861)
- Ai maldicenti e indagatori de' fatti altrui (Torino, 1862)
- Scritti. Vol. 1 - a cura di L. Polacchi (Pescara, Editore "L'Adriatico", 1930)
- Da Melchiorre Delfico a Clemente de Caesairs. Storia politica e letteraria del Risorgimento in Abruzzo (1960), con inediti, raccolti da Luigi Polacchi
- I Carmi (con "Un conforto dell'esilio" 1858), tutte le poesie, a cura di Luigi Polacchi, Tip. Marchionne, Chieti 1961
- Trattato sull'Estetica (inedito), manoscritto presso l'Archivio di Stato di Pescara